# Clada
Clada is een geslacht van kevers uit de familie van de klopkevers (Anobiidae).

## Soorten
- Clada denticornis Laporte de Castelnau, 1840
- Clada espagnoli Israelson, 1974
- Clada fernandezi Español, 1968
- Clada oromii Español, 1978
- Clada tricostata Baudi di Selve, 1874
- Clada waterhousei Pascoe, 1887